# خواكين غارسيا بينافايدز
خواكين غارسيا بينافايدز (بالإسبانية: Joaquín García Benavides)‏ هو راكب الكنو كوستاريكي، ولد في 5 يونيو 1962.

## وصلات خارجية
- خواكين غارسيا بينافايدز على موقع أوليمبيديا (الإنجليزية)